# Alexej Jotow
Alexej Jotow (bulgarisch Алексей Йотов, russisch Алексей Эмилович Йотов/Alexei Emilowitsch Jotow; * 17. Februar 1979) ist ein russisch-bulgarischer Eishockeyspieler.

## Karriere
Alexej Jotow begann seine Karriere als Eishockeyspieler in der zweiten Mannschaft des HK Dynamo Moskau, mit der er in der zweiten russischen Liga, der Wysschaja Liga spielte. 2000 wechselte er zum Ligakonkurrenten Disel Pensa. Ein Jahr später zog es ihn zu Kapitan Stupino, wo er zunächst in der Perwaja Liga, der dritten russischen Spielklasse, und 2002/03 in der East European Hockey League auf dem Eis stand. Von 2003 bis 2006 war er anschließend bei Titan Klin aktiv. Mit der Mannschaft aus der Oblast Moskau gewann er 2004 den Pokalwettbewerb der East European Hockey League. Im Folgejahr spielte er mit Klin dann in der dritten russischen Liga, weil die EEHL ihren Spielbetrieb eingestellt hatte. In der Spielzeit 2014/15 spielte Jotow für den HK ZSKA Sofia im Continental Cup und erreichte durch Siege über den CG Puigcerdà (3:2), den İzmir Büyükşehir Belediyesi SK (19:3) und den HK Beostar (10:2) die zweite Runde. Dort scheiterte das Team dann nach Niederlagen gegen die Fischtown Pinguins (2:6), die Belfast Giants (2:6) und die Tilburg Trappers (4:5), wobei gegen das Team aus den Niederlanden auch eine 4:1-Führung nicht zum Sieg reichte. Auch im Folgejahr spielte Jotow für ZSKA im Continental Cup. 2016 wechselte er zum Lokalrivalen SK Irbis-Skate.

### International
Mit der bulgarischen Herren-Nationalmannschaft nahm Jotow, der sowohl als Stürmer als auch als Verteidiger eingesetzt wird, an den Weltmeisterschaften der Division II 2002, 2003, 2004, 2005, 2006, 2007, 2008, 2009, als er als Topscorer und bester Vorbereiter auch zum besten Stürmer des Turniers gewählt wurde, 2010, als er zweitbester Torschütze und gemeinsam mit seinem Landsmann Stanislaw Muchatschew auch zweitbester Scorer jeweils hinter dem Spanier Juan Muñoz war, 2011, 2012, 2013 und 2023 teil. Dabei war er 2009 der Spieler mit den meisten Scorerpunkten und den meisten Vorlagen, 2012 war er der Defensivspieler mit den meisten Scorerpunkten und 2013 wurde er als bester Spieler seiner Mannschaft ausgezeichnet. 2014, als seiner Mannschaft der sofortige Wiederaufstieg in die Division II gelang, 2017 und 2019, als erneut der Wiederaufstieg in die Division II geschafft wurde, stand er für Bulgarien in der Division III auf dem Eis. Als Spieler mit den meisten Torvorlagen und den meisten Scorerpunkten wurde er 2014 folgerichtig auch als bester Stürmer ausgezeichnet. Zudem vertrat er seine Farben bei der Qualifikation für die Olympischen Winterspiele 2010 in Vancouver, als die bulgarische Mannschaft trotz Punktgleichheit mit Gruppensieger Spanien aufgrund des verlorenen direkten Vergleichs (2:6) bereits in der Vorqualifikation scheiterte.
Jotow ist mit derzeit 165 Punkten der Topscorer und zudem auch jeweils bester Torschütze (78 Treffer) und Vorbereiter (87 Vorlagen) der bulgarischen Nationalmannschaft.

## Erfolge und Auszeichnungen
- 2004 Pokalsieger der East European Hockey League mit Titan Klin

### International
- 2009 Bester Stürmer, meiste Vorlagen und meiste Scorerpunkte bei der Weltmeisterschaft der Division II, Gruppe B
- 2012 Meiste Scorerpunkte eines Verteidigers bei der Weltmeisterschaft der Division II, Gruppe B
- 2014 Aufstieg in die Division II, Gruppe B, bei der Weltmeisterschaft der Division III
- 2014 Bester Stürmer, meiste Vorlagen und meiste Scorerpunkte bei der Weltmeisterschaft der Division III
- 2019 Aufstieg in die Division II, Gruppe B bei der Weltmeisterschaft der Division III